# 星報 (臺灣)
《星報》（英語：Star News）是一份台湾报纸，屬於聯合報系，創刊於1999年7月25日，以年輕族群喜愛的影劇新聞、消費新聞掛帥，並根據當下生態環境，設計極富挑戰性的行銷策略。该报每份定價新台幣5元，創刊時大膽首創「1元專案」（每份優惠價新台幣1元），締造佳績。以零售為主，發行量曾達25萬份。
《星報》號稱「年輕人的報紙」，鎖定15到20歲的消費族群，色彩繽紛，專題豐富。曾是聯合報系最年輕的報紙，當時記者平均年齡約28歲。與其他同類型報紙（《民生報》、《大成影劇報》）相較，《星報》的專題及新聞展現更多創新及活力，如：電玩新聞版、與電視購物合作等，呈現當時報紙媒體少見的活潑感。
《星报》于2006年11月1日停刊。